# 百人計画
百人計画（ひゃくにんけいかく、簡体字: 百人计划、英語: Hundred Talents Program）は、中国科学院が1994年から開始した、高度人材の招致・養成をする政策である。優秀な人材を外国に派遣し、優れた成果を挙げた研究者を呼び戻したり、国内の優秀人材を支援して、国内の技術レベルを向上させた。いわゆる海亀政策の一つ。
当初、20世紀末までに優秀な若手人材を100人招致することが目標であった。1997年に「海外傑出人材導入計画」と「国内百人計画」が実施され、3年の任期で採用者には研究費等が支給された。2001年には「海外有名学者計画」が実施された。
2014年の中国科学院院長の成果報告によると、1990年代は中国科学院の研究者の平均年齢は55歳まで上昇し、また、多くの優秀な人材が海外に流出し留まっていたが、本計画の実施により、2013年末までに欧米等の科学技術先進国から計2,145人の優秀な人材（採用時：平均年齢37歳）を招致することができたと報告されている。